# Timur Arbuzov
Timur Denisovitj Arbuzov (ryska: Тимур Денисович Арбузов), född 14 april 2004, är en rysk judoutövare.

## Karriär
Vid VM 2025 i Budapest tog Arbuzov guld i 81 kg-klassen efter att ha besegrat georgiske Tato Grigalasjvili i finalen.